# Estrada nacional 11 (Suécia)
| 11 |

A Estrada nacional 11 (em sueco Riksväg 11 ou Rv 11) é uma estrada nacional sueca com uma extensão de 91 km. Liga Malmö a Simrishamn, passando por Staffanstorp, Sjöbo e Tomelilla.